# Cyrk Olimpijski Franconich

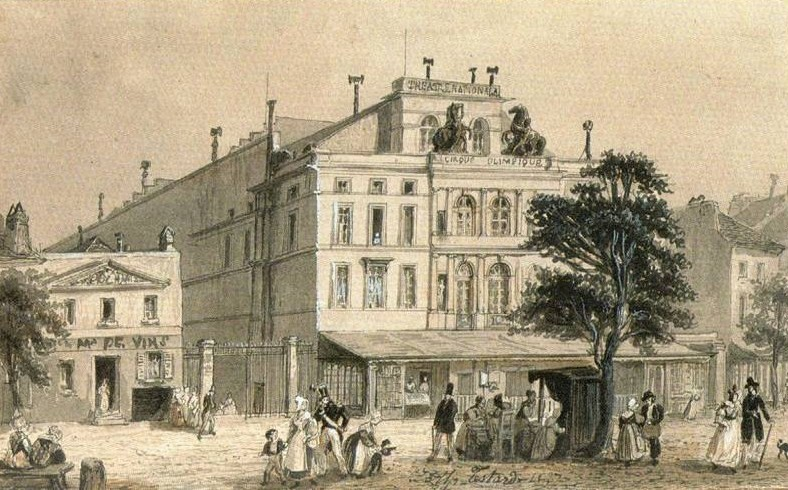
Cyrk Olimpijski na Boulevard du Temple w 1837 roku.

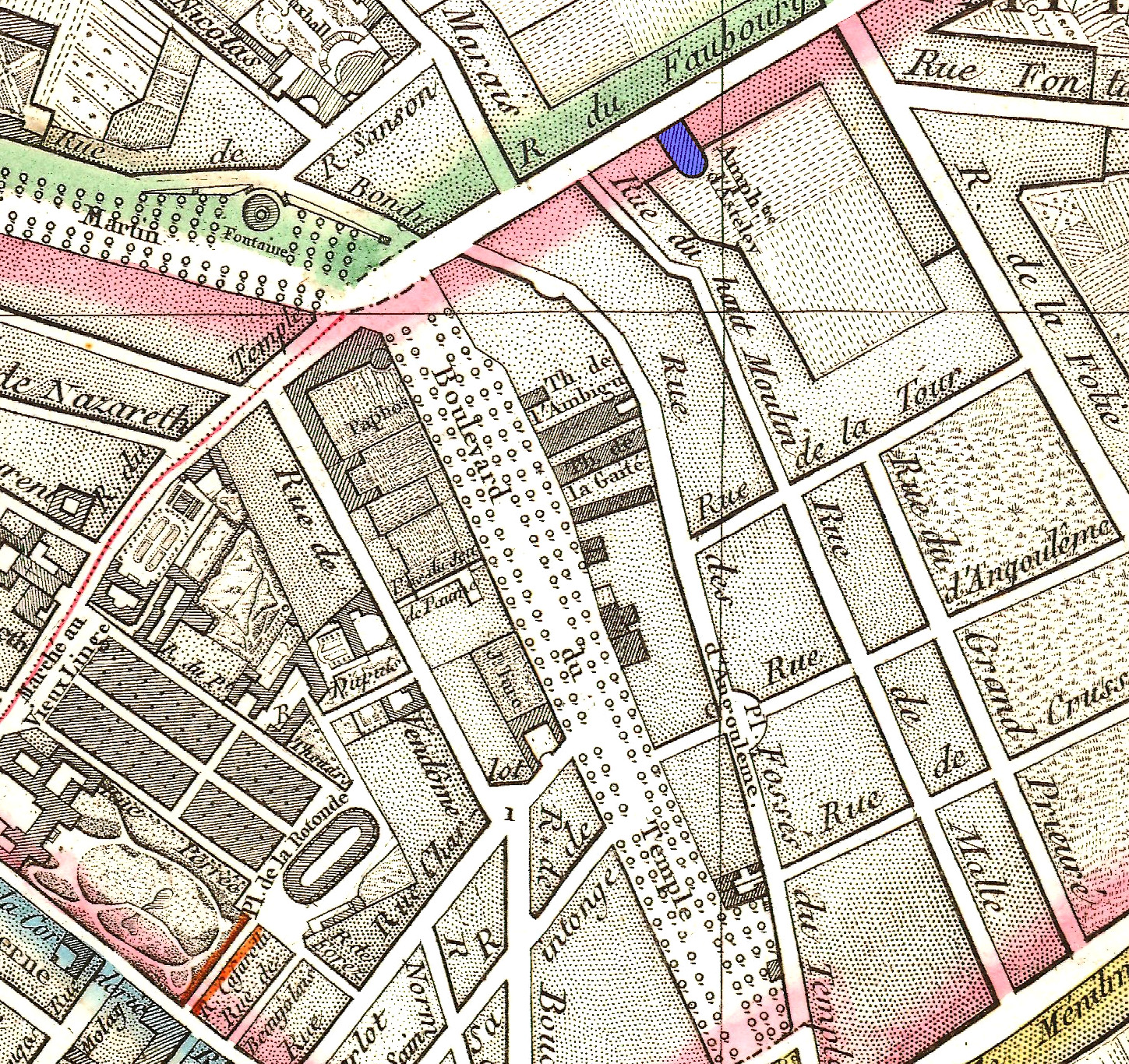
Cyrk Olimpijski oznaczony na niebiesko na mapie Paryża z 1814 roku

Cyrk Olimpijski Franconich (fr. Cirque Olympique) – paryski obiekt teatralno-widowiskowy działający w latach 1805-1843, mieszczący około 4000 widzów. Był pierwszym nowożytnym cyrkiem założonym w Paryżu w 1805 roku przez rodzinę francuskich cyrkowców Franconi. Jego konstrukcja łączyła cechy sceny włoskiej i areny, co pozwalało na prezentowanie zarówno tradycyjnych przedstawień cyrkowych, jak i dramatów pantomimicznych. Szczególną popularnością cieszyły się inscenizacje wykorzystujące rozbudowane efekty iluzjonistyczne, charakterystyczne dla teatru romantycznego, m.in. w widowisku „Zdobycie Bastylii”. Na scenie odtwarzano realistyczne obrazy katastrof naturalnych, takich jak trzęsienia ziemi, erupcje wulkanów, powodzie czy sztormy morskie. Adam Mickiewicz postrzegał Cyrk Franconich jako przestrzeń szczególnie predestynowaną do realizacji dramatów romantycznych.

## Historia
Cyrk Olimpijski, wywodzący się z tradycji cyrku Franconich, powstał w wyniku przejęcia przez Antonio Franconiego paryskiego Amfiteatru Astleya w 1793 roku. Premierowy program, zatytułowany „Święto rewolucji”, zapoczątkował ponadstuletnią obecność dynastii Franconich w sztuce cyrkowej. Franconi, pochodzący z włoskiej rodziny szlacheckiej, wcześniej zasłynął jako jeździec, treser zwierząt i organizator widowisk. Pod jego kierownictwem cyrk szybko zyskał renomę, a wraz z udziałem jego synów – Laurenta, specjalisty od wyższej szkoły jazdy, i Henriego, reżysera przedstawień – wszedł w okres dynamicznego rozwoju. Nowy etap nastąpił w 1807 roku, kiedy otwarto nowy gmach między ulicami Saint-Honoré i du Mont-Thabor, nadając mu nazwę „Cyrk Olimpijski” (Cirque Olympique). Była to odpowiedź na dekret Napoleona zakazujący używania w tego typu obiektach określenia „teatr”. Obiekt zaprojektowali Jean-Baptiste Coignet i Maximilien Heurtault. Po kilkukrotnych zmianach lokalizacji i odbudowach, w tym po pożarze w 1826 roku, cyrk osiągał coraz większe rozmiary i okazałość, aż w latach czterdziestych XIX wieku stał się jednym z głównych ośrodków sztuki jeździeckiej w Europie.
Repertuar Cyrku Olimpijskiego koncentrował się na ekwitacji, czyli sztuce jazdy konnej, łączącej precyzję techniczną z elementami choreografii, akrobatyki i scenicznej ekspresji. Wprowadzono połączenia jazdy konnej z baletem, inscenizacje inspirowane mitologią, literaturą i historią, a także widowiskowe popisy grupowe. Występy przyciągały głównie publiczność z wyższych warstw społecznych, a wśród artystów wyróżniały się amazonki – jeźdźczynie słynące z brawury, elegancji i wyjątkowych umiejętności. Ich popisy, często łączące odwagę z finezją, cieszyły się ogromnym uznaniem w Paryżu i poza nim. W ciągu kolejnych dziesięcioleci Cyrk Olimpijski stał się instytucją wyznaczającą standardy w dziedzinie widowisk konnych. W jego historii zapisały się liczne gwiazdy – od Laurenta Franconiego, który uczył jazdy konnej na dworze Ludwika Filipa, po słynne amazonki, takie jak Caroline Loyo, Pauline Cuzent czy Mathilde Monet. Apogeum świetności przypadło na drugą połowę XIX wieku, kiedy paryska arena gościła najwybitniejsze mistrzynie woltyżerki i wyższej szkoły jazdy, a sama instytucja stała się symbolem klasycznego cyrku europejskiego.